# Залізниця (об'єднання)
Залізни́ця —  статутне територіально-галузеве об'єднання, до складу якого входять підприємства, установи та організації залізничного транспорту і яке, при централізованому управлінні, здійснює перевезення пасажирів та вантажів у визначеному регіоні транспортної мережі.

## Залізниці в Україні
Залізниця є основною організаційною ланкою на залізничному транспорті України та Росії, успадковане від організації залізничного транспорту в СРСР.
Створення, реорганізація, ліквідація та визначення територіальних меж залізниць, призначення і звільнення їх керівників здійснюються рішеннями Кабінету Міністрів України за поданням Міністерства транспорту України. Управління залізницями та іншими підприємствами залізничного транспорту, що належать до загальнодержавної власності, здійснюється органом управління залізничним транспортом загального користування — Державною адміністрацією залізничного транспорту України (Укрзалізницею), підпорядкованою Міністерству транспорту та зв'язку України. Майно, закріплене за залізницями, підприємствами, установами та організаціями залізничного транспорту загального користування, є загальнодержавною власністю.
В Україні діють 6 залізниць:
- Донецька залізниця
- Львівська залізниця
- Одеська залізниця
- Придніпровська залізниця
- Південна залізниця
- Південно-Західна залізниця